# Изабелла II (принцесса Киликийской Армении)
Изабелла II Хетумян или Забел (12 января 1276 — † 1323) — принцесса Киликийской Армении из рода Хетумидов (Хетумян). Дочь короля Левона III и королевы Керан. Родная сестра киликийских армянских королей (Хетум II, Торос III, Костандин II Смбат и Ошин) и византийской императрицы Риты II.

## Биография
Изабелла родилась 12 января 1276 года в семье короля Левона II и королевы Керан. Во время правления своего брата Хетума, 7 января 1293 года, с целью закрепления союза, была выдана замуж за брата кипрского короля Амори Тирского. После того как восстание её мужа на кипре было подавлено, она со своими четырьмя детьми бежала в к своему брату киликийскому королю Ошину. В результате отношения между Кипрским и Киликийским королевствами настолько осложнились, что оба государства были на грани войны, и лишь личное вмешательство папы римского Иоанна XXII предотвратило военное столкновение. После смерти короля Киликии, трон по наследству перешел к её племяннику Левону V, регентом которого стал корикоский князь Ошин. По приказу последнего, в мае 1323 года, в городе Сис, были убиты Изабелла и её старший сын. Второй по старшинству сын Ги де Лузиньян, позже известный как король Костандин III, во время убийства находился в Константинополе у своей тети, сестре его матери, византийской императрицы Риты. Двое других Жан и Боэмунд были сосланы к госпитальерам на остров Родос.

## Семья
Муж: Амори II Тирский
дети:
- 1. Агнесса де Лузиньян[Ком 4](? — † после 1310)

М. — двоюродный брат, король Левон IV (1289—1307)
- 2. Гуго де Лузиньян (? — † 1318/23)
- 3. Генри (Анри) де Лузиньян (? — † 1322/1323)
- 4. Ги де Лузиньян известный как Костандин III (? — † 1344)

Ж. — принцесса из рода Кантакузинов (? — † ?)
Ж. — Феодора Сиргианна (? — † 1347/49)
- 5. Жан де Лузиньян[фр.] (? — † 1344)

Ж. — Солдана (? — † ?)
- 6. Боэмонд де Лузиньян (? — † 1344)

Ж. — неизвестна (? — † ?)

## Комментарии
1. ↑  или 11 января 1277[1]
2. ↑  или 11 января 1277
3. ↑  по другим данным это могло случится 6 января 1294 года[1]
4. ↑  или Мария Лузиньян[1]